# یواس‌اس دو پنت (تی‌بی-۷)
یواس‌اس دو پنت (تی‌بی-۷) (به انگلیسی: USS Du Pont (TB-7)) یک کشتی بود که طول آن ۱۷۵ فوت ۶ اینچ (۵۳٫۴۹ متر) بود. این کشتی در سال ۱۸۹۷ ساخته شد.